# JetAudio
jetAudio ist ein Medienspieler vom MP3-Player-Hersteller Cowon für Windows und Android. Es gibt die kostenlosen Versionen jetAudio Basic (Windows) und jetAudio Hi-Res Music Player (Android) und die kostenpflichtigen Versionen jetAudio Plus VX (Windows) und jetAudio+ Hi-Res Music Player (Android). Die Software kann auf beiden Betriebssystemen durch kostenlose und kostenpflichtige Plug-ins erweitert werden.

## Merkmale
- jetAudio kann alle gängigen Medienformate wiedergeben (siehe unterstützte Medienformate). Die Erweiterung durch zusätzliche Audio- und Video-Codecs ist möglich.
- Die Sound-Engine hat eine Auflösung von bis zu 32 Bit und eine Raumklangausgabe mit 7.1 Kanälen. jetAudio verwendet BBE-Klangprozessoren mit hoher Qualität zur Klangverarbeitung.
- Das Programm kann Audio-CDs in verschiedenen Formaten und Abtastraten rippen. Die Tag-Informationen der Titel können automatisch aus dem Internet bezogen werden. Auch Karaoke-Dateien werden gelesen.
- Songtexte und Tag-Informationen können bearbeitet werden. Die Liedtexte lassen sich mit einem Timecode versehen, wodurch beim Abspielen einer Audiodatei die jeweilige Strophe zum richtigen Zeitpunkt im Lyric Viewer von jetAudio angezeigt wird.
- Brennen von Audio-CDs
- Konvertierung von Audio- und Videodateien. Dabei lässt sich die Auflösung verändern und Länge der Mediendatei verändern. jetAudio bietet außerdem die Möglichkeit, von verschiedenen Audioquellen, z. B. einem Radiostream, aufzunehmen.
- Mit dem integrierten jetCast-Modul kann ein eigener Internet-Radiosender betrieben werden.
- Das Aussehen von jetAudio kann durch Skins verändert werden.
- Visualisierungs-Module zur optischen Umsetzung der gespielten Musik. Auch Winamp-2-Module werden unterstützt.
- Album- und Playlist-Funktion.
- Ein Alarm (Wecker) und Timer sind integriert, die z. B. beim Wecken einen gewählten Titel spielen oder eine andere Funktion ausführen können.
- Überblendfunktion zum Ein-, Aus- und Überblenden von Titeln.
- Audio- und Videotitel können mit variabler Geschwindigkeit und Tonhöhe abgespielt werden (Formanten-Korrektur).

## Anzeigemodi
- Normal-Modus: Je nach gewähltem Skin kann dieser Modus unterschiedliche Funktionen bieten.
- Mediacenter-Modus: Oberfläche ähnlich wie iTunes oder vergleichbare Player
- Toolbar-Modus: Hierbei wird der Player auf eine schmale Symbolleiste reduziert, ähnlich der Windows-Taskleiste, der sich abhängig von der gewählten Bildschirmauflösung automatisch anpasst und entweder am oberen Bildrand oder an der Taskleiste angedockt oder „schwebend“ eingesetzt werden kann.
- Playlist-Modus: Dieser kann zusätzlich als angedocktes und/oder vom Bildschirmrand einfahrbares Fenster benutzt werden, wodurch direkt aus der Playlist heraus eine nahezu vollständige Benutzung des Players möglich ist, ohne bei der Arbeit am Bildschirm zu stören.

## Unterstützte Medienformate
jetAudio unterstützt unter anderem folgende Medienformate:
- Windows Sound WAV
- MPEG Audio MP1 MP2 MP3 mp3PRO
- MPEG Audio Playlist PLS M3U
- MPEG Video MPEG MPG
- MP4 AAC, 3gp, 3g2, k3g
- Windows Media Audio WMA
- Windows Media Video ASF WMV
- Windows Video AVI
- DivX Video AVI DIVX
- Ogg Vorbis Ogg
- Ogg Media OGM
- Apple Audio AIF, AIFF
- QuickTime QT, MOV, MP4 (benötigt eventuell QuickTime. Viele Formate ohne Codec abspielbar)
- SUN Audio AU, SND
- Musepack
- RealMedia RA, RAM, RM, RMM
- MIDI MID, RMI, KAR
- IMS
- Module (MOD, S3M, XM, MTM, STM, IT, ULT, 669, FAIR, MED, MDL, MDL, NST, OKT, WOW)
- Monkey’s Audio APE
- Free Lossless Audio Codec FLAC
- MKV Video MKV
- Audio-CD
- Video-CD
- DVD

## Versionsgeschichte
1997 brachte Cowon die erste Version des jetAudio-Players auf den Markt und war damit international erfolgreich. Das Programm war nach nur drei Monaten bei ZDNet, CNET und TUCOWS auf Platz 1 der beliebtesten Programme. 1998 erhielt Cowon für jetAudio mehrere nationale und internationale Preise.
Ursprünglich war jetAudio als reiner Audioplayer für den semiprofessionellen Markt konzipiert. Im Laufe der Entwicklungsgeschichte wurde es zu einem allgemeinen Medien-Abspieler.
Bis einschließlich Version 4 wurde das gängige Konzept eines modularen Aufbaus beibehalten. Wave, MIDI, Tracker-Formate und Audio-CDs konnten getrennt voneinander und gleichzeitig von der Oberfläche aus gestartet werden. Bis dahin war als zusätzliche Bedienhilfe eine Software-Fernbedienung eingebaut.
Mit Version 5 wurde das Bedienkonzept radikal geändert, so dass es nun mit der Bedienung von anderen Abspielprogrammen vergleichbar war. Jedoch behielt man die erweiterten Audiofähigkeiten bei, die in Version 6 durch zusätzliche Filter und Effekte sowie weitere Audioeingriffsmöglichkeiten erheblich erweitert wurden. Viele Audio-Werkzeuge wurden mit der Zeit fest eingebaut.
Ab Version 6 gibt es ein „media center“, das die bisherige Albumfunktion ablöst.
Im Laufe der Entwicklungsgeschichte wurde die Schreibweise des Namens jetAudio immer wieder geändert: Ab Version 4.x gilt jetAudio als die korrekte Schreibweise, die zuvor verwendeten Schreibweisen waren jetaudio und jet audio.

## Oberflächen (Skins)
Die Oberfläche von jetAudio kann beliebig durch die Verwendung verschiedener Skins gegen andere erhältliche Oberflächen ausgetauscht werden. Damit kann man den Player nach eigenem Geschmack optisch anpassen.
Es gibt dabei die Möglichkeit des sogenannten Freeform Designs. Dies bedeutet, dass sowohl Form als auch Größe der Oberfläche frei gestaltet werden können. Ein Skin setzt sich aus Grafiken, Schriftfonts und dem Script zusammen, in dem alle Merkmale der Oberfläche wie Positionsangaben, Funktionen usw. eingetragen werden.
Zwei Beispiele:

Musicstudio Pro Skin
Krypton SL3000 Skin

## jetAudio +VX
Neben der kostenlosen Variante von jetAudio (jetAudio Basic) gibt es auch eine kostenpflichtige Plus-VX-Version.
Mit ihr ist es möglich, alle Extensions zu benutzen, um in das MP3-Format zu encodieren, BBE-Toneffekte zu nutzen, 32-bit-Ausgabe, DRC (Dynamic Range Control) und den Dynamic Limiter sowie den Audio Trimmer, den Audio Mixing Recorder und zusätzliche Filter zu verwenden.

## jetCast
jetCast ist ein System zum Betreiben eines Internetradios. Es ist Teil von jetAudio, kann aber auch gesondert genutzt werden. Damit kann der Benutzer in wenigen Schritten seine eigenen Titel via jetCast-Server als Stream anbieten, der entweder direkt über das jetCast-Netz oder allgemein online empfangen werden kann. Zudem kann der sendende Benutzer zu den Zuhörern via Mikrofon sprechen und mittels des eingebauten Chatprogramms direkt mit ihnen kommunizieren.

## Systemvoraussetzungen

### PC
- typischer Multimedia-PC ab 200 MHz
- OS: Windows 98 / Windows ME / Windows 2000 / Windows XP / Windows Vista / Windows 7 / Windows 8 / Windows 8.1 / Windows 10 / Windows 11
- DirectX 8 oder höher
- Optional: Mikrofon, Internet-Anschluss

### Android
- Android 5.0